# Conseil national iranien
Ne doit pas être confondu avec Conseil national de la résistance iranienne ou Conseil national irano-américain.
Le Conseil national iranien (en persan : شورای ملی ایران, Šurā-ye melli-e Īrān, abrégé en CNI), officiellement Conseil national iranien pour des élections libres, est une coalition de partis politiques qui, à sa création en 2013, rassemble des monarchistes, des paniraniens, des sociaux-libéraux et des réformistes de la République Islamique ayant participé au mouvement vert. Il réunit, ainsi, certains des opposants au régime de la république islamique d'Iran.
D'après Observer, il constitue de fait le gouvernement en exil de Reza Pahlavi, héritier du trône perse, dans l'optique de reconquérir ce dernier après avoir renversé le gouvernement actuel.
Le bureau politique du CNI compte parmi ses membres Mohammad Reza Heydari, ancien consul à Oslo de la République Islamique, devenu opposant à celle-ci.
Le Conseil revendique des dizaines de milliers de sympathisants en et en dehors d'Iran et se pose en représentant des minorités ethniques et religieuses. Néanmoins, Kenneth Katzman en relève la faible activité, tout comme l'amenuisement de ses soutiens quatre années après sa création.

### Source de traduction
- (en) Cet article est partiellement ou en totalité issu de l’article de Wikipédia en anglais intitulé « National Council of Iran » (voir la liste des auteurs).